# Achelia besnardi
Achelia besnardi is een zeespin uit de familie Ammotheidae. De soort behoort tot het geslacht Achelia. Achelia besnardi werd in 1951 voor het eerst wetenschappelijk beschreven door Sawaya. 